# Гилмор, Грег
Грег Гилмор (англ. Greg Gilmore; род. 3 января 1962 года) — американский музыкант, барабанщик, соучредитель звукозаписывающего лейбла First World Music.

## Биография
Грег Гилмор родился во Франции, но вырос в районе Сиэтла. Там Гилмор занимался музыкой вместе с Даффом МакКаганом (The Fartz, Guns N 'Roses) в группе 10 Minute Warning, играл с Стивом Вервольфом, Полом Даной, Бобом Гроувсом и Дэвидом Гарригесом. Когда Дафф МакКаган решил покинуть Сиэтл и уехать в Лос-Анджелес, Гилмор присоединился к другу. Вскоре после успеха Guns N 'Roses Гилмор вернулся в Сиэтл и в конце 1980-х стал участником знаменитой местной группы Mother Love Bone, в состав которой также входили Эндрю Вуд (вокал), Брюс Фэйрвезер (гитара), Джефф Амент (бас) и Стоун Госсард (гитара). После смерти Вуда от передозировки героина, Амент и Госсард основали собственную группу Pearl Jam.
Гилмор продолжал сотрудничать с сиэтлским звукоинженером и продюсером Джеком Эндино из Skin Yard, с которым выпустил альбомы Angle of Attack (1990) и Endino’s Earthworm (1992). В последующие годы Гилмор сотрудничал с самыми разными музыкантами, принимал участие в записи альбома Archipelago (1997) группы Land, а также одноимённой пластинки Doghead 1996 года. В аннотации к альбому Down on the Upside (1996) гитарист Soundgarden Ким Тайил указал, что Гилмор вдохновил его написать песню «Never the Machine Forever». В 1999 году вышел одноименный дебютный альбом группы Radio Chongqing, в состав которой вошли Гилмор, а также Лесли Далаба (труба) и Джордж Солер (стик).

## Избранная дискография
- Mother Love Bone — Apple (1990)
- Land[англ.] — Archipelago[англ.] (1997)